# 春 (ラフマニノフ)
バリトンと合唱、管弦楽のためのカンタータ《春》（ロシア語: Весна）作品20は、セルゲイ・ラフマニノフの合唱曲である。全曲の上演には17分前後を要する。
ニコライ・ネクラーソフの詩『緑のそよ風（ロシア語: Зеленый Шум）』（1863年）に基づいている。ネクラーソフの詩は、冬の間に不貞の妻への殺意に苦しんだ夫が、春が戻ってきたことによって苛立ちや癇癪を発散するまでを詠っている。
1902年に、有名な《ピアノ協奏曲 第2番 ハ短調》を完成した後に作曲された。同年は、ラフマニノフが従姉妹ナターリヤ・サーチナと結婚した年でもある。カンタータ《春》はオペラ風の筆致が見られ、数年後に完成された2つの歌劇《フランチェスカ・ダ・リミニ》や《けちな騎士》の前触れとなっている。《春》のバリトン独唱パートは、《けちな騎士》のタイトルロールに同じく、親友フョードル・シャリアピンを念頭に置いて作曲された。
ホ短調の重苦しい序奏に始まり、ホ長調によって解放されるという発想は、数年後の《交響曲 第2番》との共通点が見られる。
ラフマニノフは、管弦楽法を手直しするつもりだったが、遂に果たせぬままに終わった。